# Pasquale Vitiello
Pasquale Vitiello (Torre Annunziata, 30 agosto 1912 – Torre Annunziata, 20 novembre 1962) è stato un pittore italiano.

## Biografia

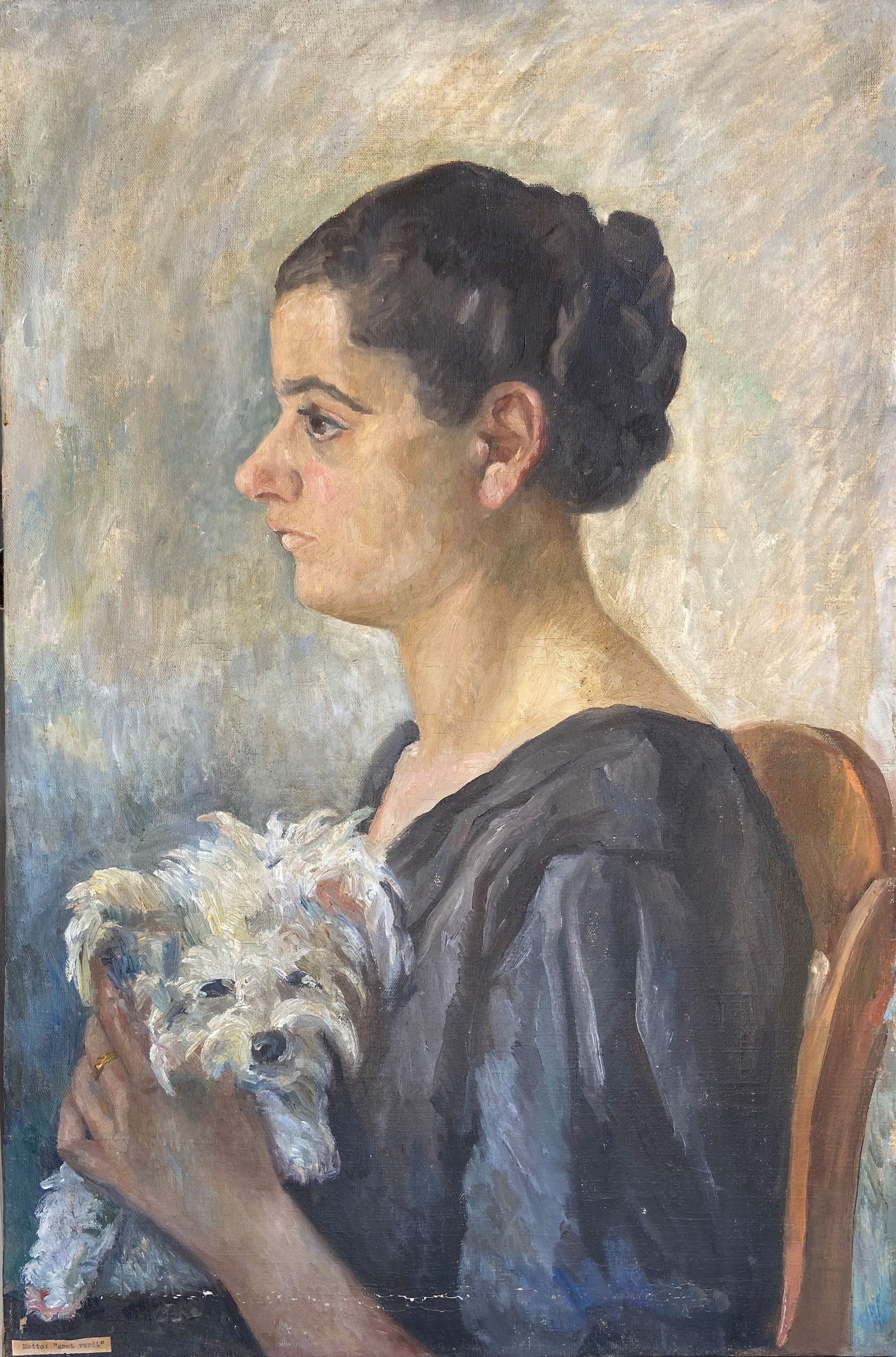
Anni verdi, olio su tela 1941, 47 x 71 cm

A undici anni lascia, a metà anno scolastico, la Scuola Complementare per dipingere. Trasferitosi da Torre Annunziata, dove era nato il 31 agosto 1912, a Napoli presso una zia, trascorre dei periodi come allievo del decoratore affreschista Gennaro Palumbo, del cesellatore Eugenio Avolio e del pittore Troiano, che aveva lo studio a Parco Margherita. Insoddisfatto perché voleva dipingere subito, nel 1926 riprende gli studi e frequenta per quattro anni i Corsi Liberi Serali e per un anno il Corso Libero del Nudo presso l'Accademia di Belle Arti di Napoli, tenuti rispettivamente dal pittore Angelo Brando, di cui frequenta anche lo studio e che lo inizia alla pittura, e dallo scultore Achille De Luca. Di ritorno dal servizio militare di leva, nel 1933, frequenta la Scuola di Decorazione dell'Accademia di Belle Arti di Napoli, sotto la guida di Emilio Notte. Vince il premio Gumaelius, la Borsa Ministeriale di Studio per l'intero periodo della frequenza, 1934-38. Nel 1937 riceve il terzo premio per la pittura ai Prelittoriali dell'Arte e nel 1938 il primo premio per l'affresco. Espone intanto al Concorso Panerai, Firenze 1934; viene premiato alle quattro Mostre Interprovinciali della Lucania, 1936-39, alla Mostra Nazionale dei Sindacati a Napoli nel 1937, e nel 1940 al Premio Cremona. 

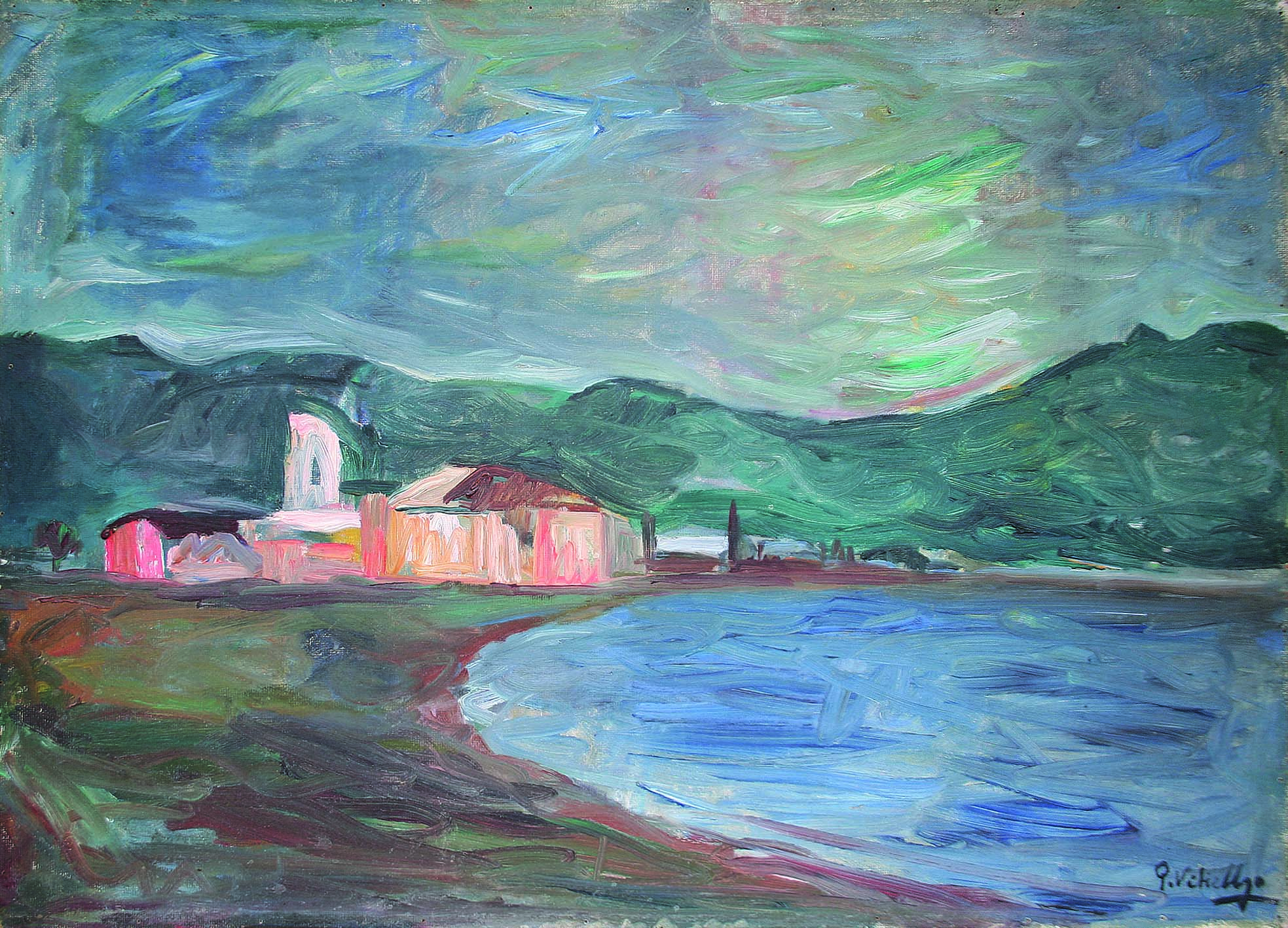
Spiaggia di Cattori, olio su masonite 1949,

In quegli stessi anni, affascinato anche dal mondo dell'architettura, legge e conserva Architettura, la rivista del Sindacato degli architetti, diretta da Marcello Piacentini e mette su carta schizzi di sue idee e suoi progetti. Sposa nel 1939 Giuseppina Cuccurullo da cui avrà quattro figli. Partecipa alla II Guerra Mondiale e dal 1943 al 1945 è assistente alla Cattedra di Decorazione di Emilio Notte. Nel 1945-46 insegna figura disegnata al Liceo Artistico di Napoli. Tiene personali a Castellammare di Stabia e a Torre Annunziata. Partecipa alle collettive dell'Ordine Pittori e Scultori di Napoli nel 1944 e 1946, e del Gruppo Liberi Artisti della Campania nel 1945. Coltiva l'affresco, l'olio, l'acquerello, l'incisione. Esegue diverse sculture, ritraendo soprattutto i suoi familiari.
Nella presentazione alla retrospettiva allestita da Filiberto Menna alla Galleria il Diagramma 32 a Napoli nel 1977, Paolo Ricci osserva che l'essere stato alla scuola di Notte fino al 1939 probabilmente consentì a Vitiello di non attardarsi nella pittura del color locale, e pur guardando con intelligenza alla Scuola di Portici, non restò imprigionato dal linguaggio porticese. Ricci nota come egli tendesse invece ad una pittura strapaesana, «nella accezione di Maccari e anche, sebbene con altro timbro cromatico, di Morandi».
Nel 1948 espone alla Biennale di Venezia (XXIV Esposizione internazionale d'arte di Venezia), al II Premio Michetti, alla I Annuale Nazionale di Cava dei Tirreni; nel 1950 al Premio Suzzara, alla Esposizione Internazionale di Arte Sacra al Vaticano; tiene una personale alla Galleria Sant'Orsola di Napoli; nel 1951 alla VI Quadriennale Nazionale d'Arte di Roma, alla itinerante Mostra della Pace. Nel 1952 allestisce una personale a Cava dei Tirreni, espone alla VI Mostra Nazionale Maggio di Bari, all'Angelicum a Milano.

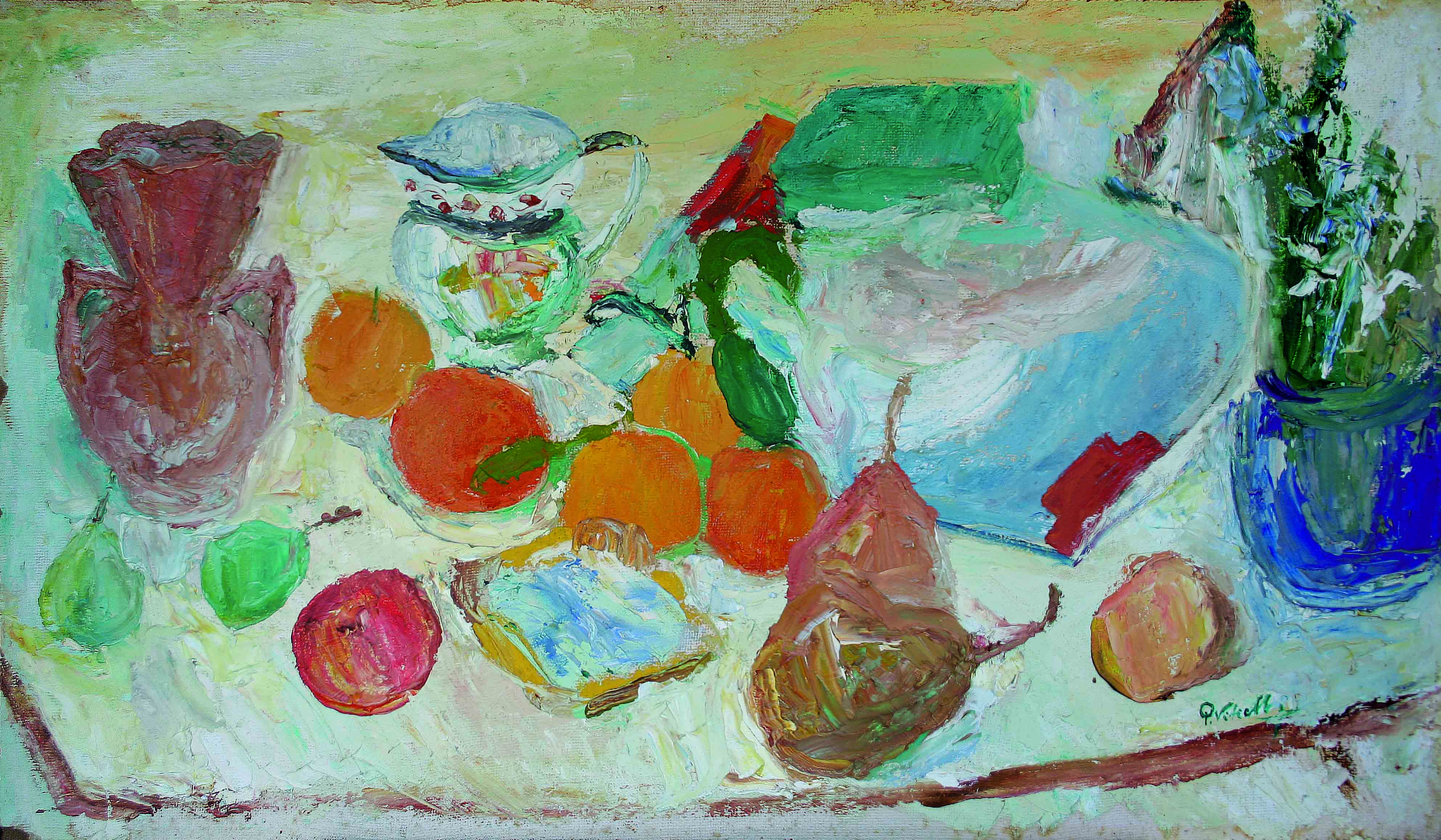
Natura morta, olio su masonite 1953,

Il 1952 segna una svolta nella pittura di Vitiello che fino ad allora si era servito, in alcuni paesaggi vesuviani, di quinte laterali e di colori scuri per accentuare effetti scenografici, come annota Giuseppe Sciortino nel Catalogo della mostra personale del 1955 alla Galleria Gussoni di Milano: il '52 è l'anno in cui la tavolozza gli si schiarisce grazie all'uso sempre maggiore del tonalismo e alla rinuncia ad ogni «particolarismo di natura veristica». Nel 1953 espone alla II Biennale d'Arte Moderna di San Paolo in Brasile, alla XVII Biennale di Brera a Milano, al Premio Marzotto, all'Esposizione Nazionale per l'Agricoltura e alla Mostra Nazionale d'Arte nella vita del Mezzogiorno a Roma. Partecipa nel 1955 al Premio Scipione a Macerata, alla Permanente di Belle Arti a Milano. Alla mostra personale alla Galleria Gussoni a Milano, dove incontra Carlo Carrà, Arturo Tosi, Gianfilippo Usellini, Raffaele De Grada e altri, con cui resta in rapporto epistolare, segue quella alla Galleria del Vantaggio a Roma.
Nel suo saggio sulla produzione grafica di Pasquale Vitiello, Massimo Bignardi annota che Giulio Carlo Argan nella prefazione al volume del 1963 di Lea Vergine Undici pittori napoletani d'oggi osservava che c'era voluto del tempo, e forse ce ne sarebbe ancora voluto, per liberare la pittura di Napoli dal «pittoresco napoletano», nonostante fin dai primi decenni del Novecento gli artisti napoletani si fossero coraggiosamente confrontati con la retorica di regime, opponendo il «naturalismo» come segno di identità culturale. È in tale ambiente culturale, rafforzato nel dopoguerra e nel corso degli anni cinquanta dal rinnovamento e dall'apertura al confronto internazionale che si svolge a Torre Annunziata, la «defilata», ma non solitaria, avventura artistica di Pasquale Vitiello.

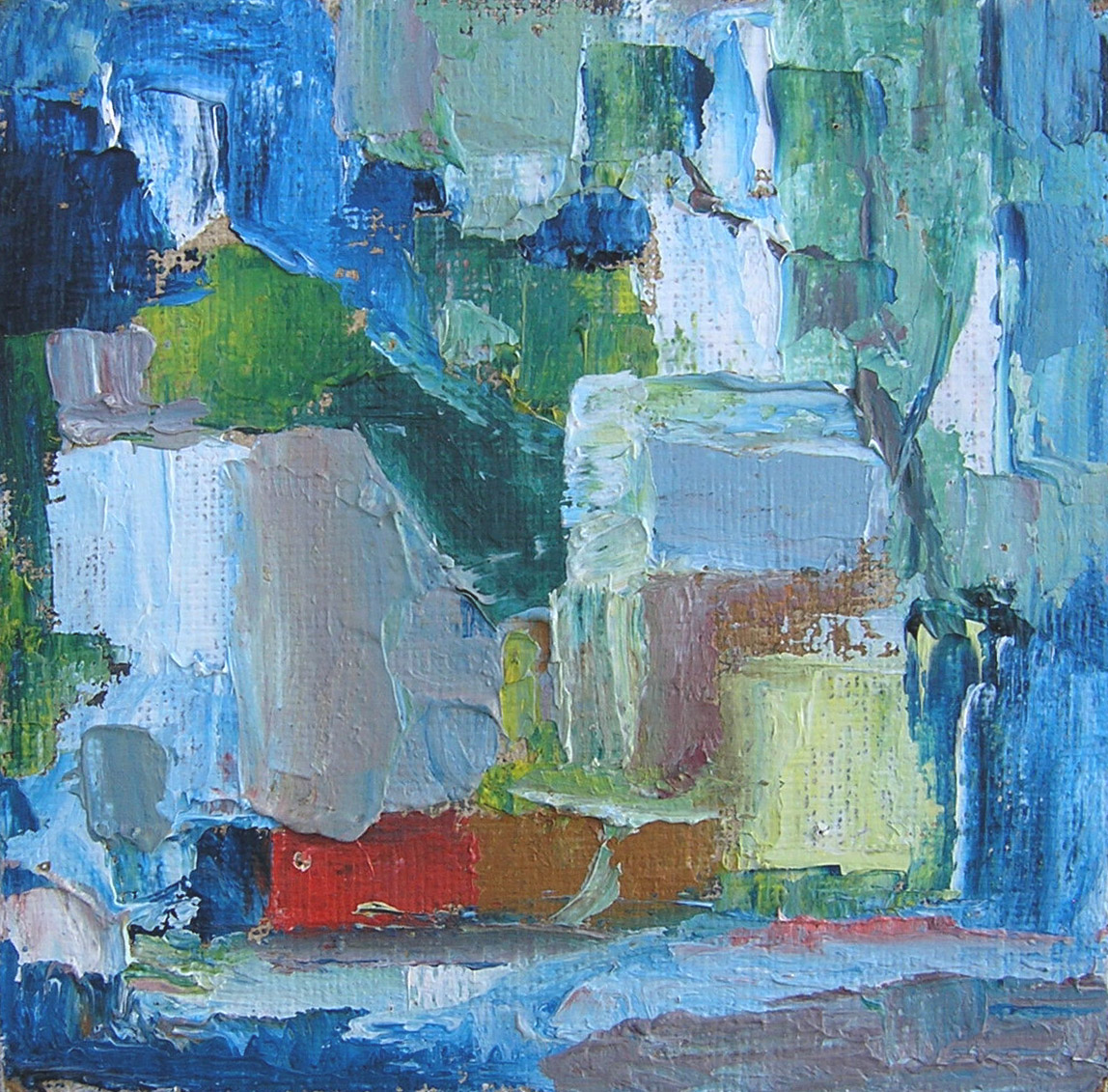
Paesaggio, olio su masonite 1961,

La sua, scrive Bignardi, «è una scelta etica: pur vivendo in pieno le tensioni che animano il dibattito in città», Vitiello resiste alle mode e non è incline agli «intellettualismi mondani e agli schieramenti politicizzati». Bignardi paragona la scelta di Vitiello a quella dell'artista che Francesco Rosi descrive nel 1945 in Arte e tendenza, nel primo numero della rivista Sud, quando afferma che «si deve combattere onestamente con la convinzione delle proprie idee, con la sincerità delle proprie possibilità, senza falsi intellettualismi». A partire dal '50 queste tensioni si riflettono nei disegni dove «la linea esemplifica l'intero impianto compositivo, annulla ogni insorgenza chiaroscurale», e nella pittura dove, come sottolinea Paolo Ricci, l'uso della spatola asseconda l'«ansia di rendere grandi masse cromatiche con evidenza drammatica» trascurando particolari che non hanno funzioni espressive e rendono la pittura «più impetuosa».
Già nel 1955 Raffaele De Grada aveva affermato in una sua recensione radiofonica in Arti Plastiche Figurative (Programma nazionale RAI, Roma 18.1.1955) che Vitiello, mettendo da parte ogni indulgenza pittoresca, aveva completamente rinnovato il pittoricismo del suo paese percorrendo la strada difficile dello stile individuale senza l'appoggio di correnti. I suoi paesaggi del 1956 esposti alla Biennale di Venezia (XXVIII Esposizione internazionale d'arte di Venezia), «i suoi improbabili nudi azzurri e verdi» rivelano che l'artista «raggiungeva certi risultati dell'avanguardia pittorica» pur lavorando nella sua solitudine. Nel 1956 espone anche alla VII Quadriennale Nazionale d'Arte di Roma, e nel 1957 alla XX Biennale di Brera a Milano. Nel 1958 al Premio Marzotto, al Premio Marechiaro, alla Mostra Nazionale Maggio di Bari, al Festival di Pittura Contemporanea ad Orano in Algeria. Tiene un'altra personale alla Galleria Gussoni a Milano. Sue opere appaiono di tanto in tanto su La Fiera Letteraria. Nel 1959 espone alla VIII Quadriennale Nazionale d'Arte di Roma.
Tra il 1959 e il 1962 Vitiello è presente a praticamente tutte le rassegne nazionali di un certo rilievo e sue opere entrano in numerose collezioni pubbliche e private. Il naturalismo impressionista raggiunge l'estremo esito nella disarticolazione della forma e ciascun quadro rappresenta un approfondimento della sua ricerca pittorica che lo avvicina alle esperienze degli informali, pur preservando il senso concreto della realtà al di là della immediata percezione cromatica. In questo periodo dell'«astratto-concreto» la sua pittura acquista intensità materica grazie all'uso della spatola e ad «un'esplosione di colori e di luce».
Tuttavia, pur affrontando con sorprendente intensità le soluzioni dell'arte sempre all'avanguardia, nelle sue «improvvise accensioni e deformazioni espressionistiche» il pittore resta sempre fedele alla figuratività del suo mondo.
Vitiello è colpito da infarto nel maggio del 1962 e il successivo 20 novembre muore a causa di un secondo infarto. Nell'estate e nell'autunno del '62 produce numerosi disegni, acquerelli, tempere e appena gli è possibile riprende a dipingere ad olio. Bignardi annota che sono trascorsi appena sei mesi dalla sua morte quando esce il libro della Vergine, nel maggio del 1963. Tuttavia, il tentativo che egli aveva fatto con la sua intensa attività di liberare la pittura dal «pittoresco napoletano» resta «lettera morta», dimenticato nell'euforia della «contemporaneità». Il riconoscimento dell'originalità della sua ricerca che lo inserisce nelle vicende dell'arte moderna europea, pur conservando lo spirito della tradizione naturalistica, verrà nel 1977 da Paolo Ricci, che, nella sua presentazione alla retrospettiva a il Diagramma 32 a Napoli, scrive che in quegli anni, egli è «il solo a non aver seguito pedissequamente» le avanguardie ufficiali e la maturità stilistica che aveva raggiunto «lo distingue da tutti gli artisti napoletani della sua generazione».

## Opere
- Autoritratto (1928) Olio su cartone
- Mio fratello (1937) Olio su tavola
- Raccolta e carico (1940) Olio su tela
- Dopo il gioco (1941) Olio su tela
- Piccola modella (1948) Olio su compensato
- Paesaggio (1948) Olio su tela
- Strada campestre (1948) Olio su tela
- Spiaggia di Cattori (1949) Olio su masonite
- Scena familiare (1950) Olio su tela
- Autoritratto col sombrero (1950) Olio su masonite
- Mia madre (1952) Olio su tela
- Autoritratto (1952) Olio su tela
- Natura morta (1953) Olio su masonite
- L'Offerta (1954) Olio su masonite
- La casa rossa (1954) Olio su masonite
- Nudo[8] (1954) Olio su compensato
- Nudo seduto[8] (1954) Olio su compensato
- Donna che si specchia[8] (1954) Olio su compensato
- Nudo (1954) Olio su compensato
- Figura distesa (1954) Olio su masonite
- Frutta (1954) Olio su masonite
- Riposo sotto gli ulivi (1954) Olio su cartone pressato
- Cane in riposo (1956) Olio su masonite
- Il rifugio(1956) Olio su masonite
- Larve (1956) Olio su tela
- Un angolo del mio studio (1956) Olio su cartoncino
- Bar sul porto (1957) Olio su masonite
- Vaso con fiori (1958) Olio su tela
- Paesaggio (1958) Acquarello su carta
- Fabbrica in periferia (1959) Olio su masonite
- Mattino (1961) Olio su masonite
- Paesaggio (1961) Olio su masonite
- Il mio studio a villa Vegnente a Leopardi (1961) Olio su compensato
- Bosco (1962) Olio su masonite
- Sulla spiaggia (1962) Olio su masonite
- Il gatto (1962) Olio su masonite
- L'uccellaio (1962) Olio su tela
- Paesaggio (1962) Tempera su cartoncino
- La città solitaria (1962) Tempera su cartoncino
- La casa bianca Acquarello

## Disegni
- Autoritratto (1932) Carboncino su cartoncino
- Mia madre (1938) Matita su carta
- Studio di fontana (1938) Carboncino su carta
- Studio (1938) Matita su carta
- Monumento al marinaio (1938) Matita su carta
- Figura (1938) Carboncino su carta
- Figura (1938) Carboncino su carta
- Natura morta (1938) Pastello su carta
- Figura (1938) Carboncino su carta
- Pietà (1939)[9] Carboncino su carta
- Figura (1940) Matita su carta
- Mia madre (1940) Carboncino su carta
- Autoritratto (1946) Cartoncino su carta
- Autoritratto (1949) Pastello su carta
- Riposo (1950) Pastello su cartoncino
- Autoritratto con occhiali (1950) Inchiostro di china su carta
- Figura seduta (1950) Pastello su cartoncino
- Pegaso (1950) Matita su carta
- In treno (Salerno-Torre) (1952) Inchiostro su cartoncino
- Dormiente (1952) Matita su carta
- Autoritratto con uccello (1954) Carboncino su carta
- Autoritratto (1955) Puntasecca su lastra di zinco
- Dormiente (1957) Puntasecca su lastra di zinco
- Figura (1957) Pastello su carta
- L'uomo e l'automobile (1958) Inchiostro di china su carta
- Piazzetta in costiera (1959) Inchiostro di china su carta
- Sulla spiaggia (1961) Inchiostro di china su carta
- Gli Assetati (1961)
- Gli Alluvionati (1961) Inchiostro di china su carta
- Figure (1961)
- Composizione (1962)
- Città solitaria (1962) Pastello su cartone
- Città solitaria (1962) Ceretto su carta
- La processione (1962) Ceretto su carta

## Serie dell'incubo (1956)
- Pina Matita su cartoncino
- Pina Matita su cartoncino
- Pina Inchiostro di china su carta
- Figura Matita su carta
- Larve Matita su cartoncino
- Larve Matita su carta
- Larve Matita su cartoncino
- Il vento Matita su carta
- Ciclisti Matita su carta
- Il Traguardo Matita su carta
- Autoritratto Inchiostro di china su carta

## Appunti
- Natura morta (1962) Inchiostro di china su carta
- Ritratto (1962) Carboncino su carta

## Blocco Note
- Città solitaria (1962) Inchiostro di china su carta
- Città solitaria (1962) Inchiostro su carta